# Artère ovarique

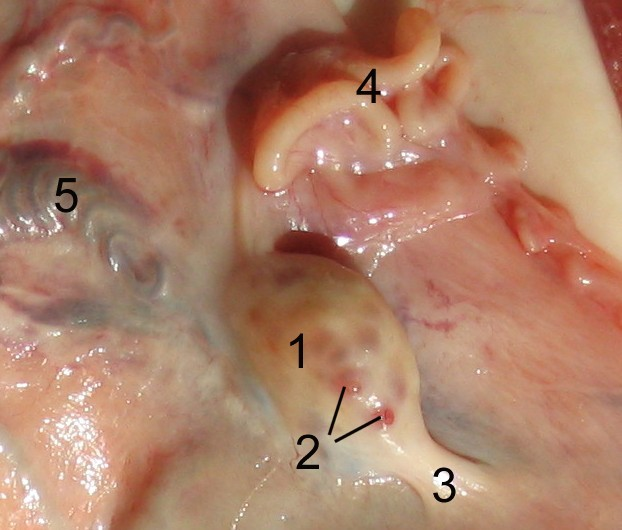
Ovaire de mouton.
1. ovaire
2. follicule tertiaire
3.
4. trompes de fallope
5. Artère et veine ovarique

L'artère ovarique (ou artère ovarienne ou artère lombo-ovarienne ou artère génitale interne ou artère tubo-ovarienne ou artère utéro-ovarienne) est une artère systémique paire de l'abdomen de la femme qui vascularise une partie des organes reproducteurs féminins.

## Origine
Les artères ovariques naissent de la face antérieure de l'aorte abdominale au niveau de la deuxième vertèbre lombaire ou du disque intervertébral entre la deuxième et la troisième vertèbre lombaire entre les artères rénales et l'artère mésentérique inférieure.

## Trajet
Les artères ovariques descendent obliquement latéralement sur la face ventrale du muscle ilio-psoas.
L'artère ovarique droite croise antérieurement la veine cave inférieure et les deux artères, droite et gauche, croisent par l'avant l'uretère pour rejoindre et cheminer dans le ligament suspenseur de l'ovaire jusqu'à l'extrémité supérieure de l'ovaire.

## Branches collatérales
Les artères ovariques donnent plusieurs rameaux :
- les rameaux urétériques qui vascularisent  la portion lombaire de l'uretère,
- les rameaux tubaires qui vascularisent le tube utérin.

D'autres collatérales se dirigent dans le ligament rond de l'utérus, à travers le canal inguinal, jusqu'au tégument des grandes lèvres et de l'aine.
Elles fournissent la vascularisation  des ovaires via des rameaux ovariens qui s'anastomosent avec les rameaux ovariens de l'artère utérine.

## Embryologie
Les artères ovariques proviennent de la différenciation femelle des artères génitales et correspondent aux artères testiculaires masculines.

## Galerie

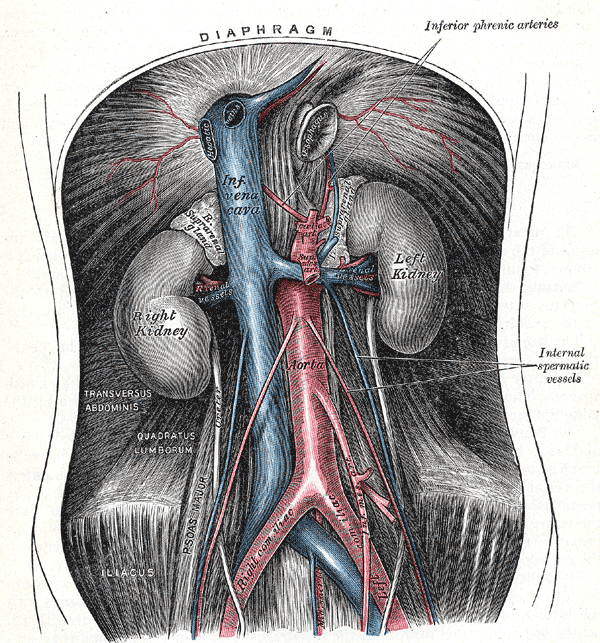
Aorte abdominale et ses branches chez l'homme
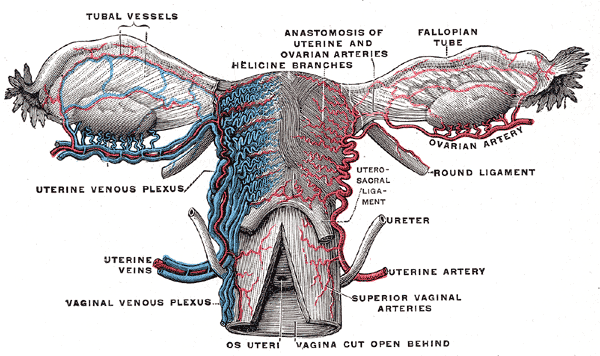
Vascularisation de l'utérus, vue postérieure
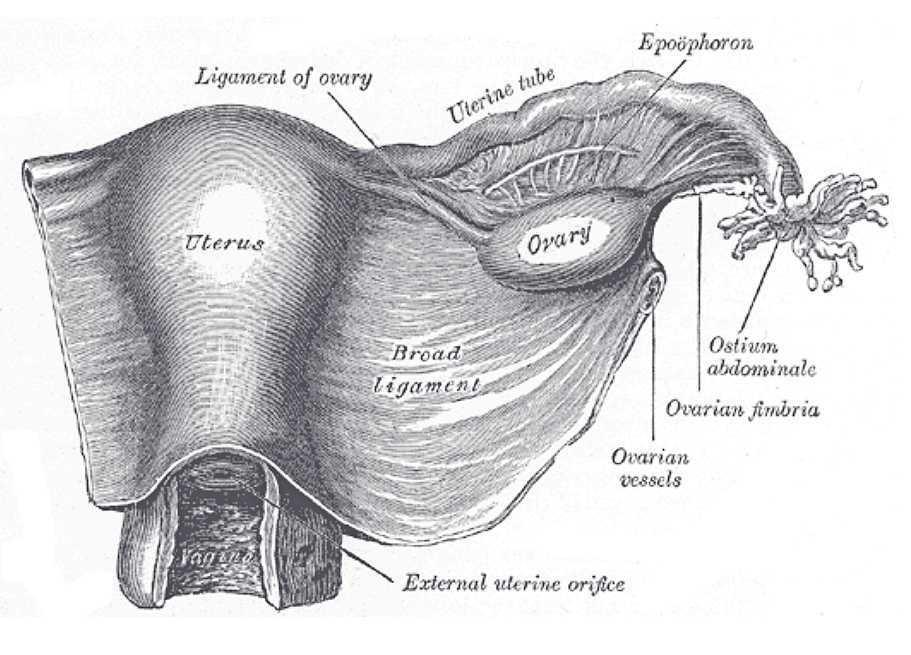
L'utérus et le ligament large, vue postérieure